# Ginnastica ai II Giochi olimpici giovanili estivi
Le gare di ginnastica ai II Giochi olimpici giovanili estivi si sono svolte dal 17 al 27 agosto 2014 al Nanjing Olympic Sports Centre di Nanchino. Sono state assegnate medaglie nella ginnastica artistica, ritmica e nel trampolino elastico.

## Medagliere
| Pos.   | Paese         | Oro | Argento | Bronzo | Totale |
| ------ | ------------- | --- | ------- | ------ | ------ |
| 1      | Russia        | 4   | 1       | 1      | 6      |
| 2      | Cina          | 2   | 2       | 1      | 5      |
| 3      | Gran Bretagna | 2   | 1       | 1      | 4      |
| 4      | Nuova Zelanda | 1   | 0       | 0      | 1      |
| 5      | Giappone      | 0   | 2       | 1      | 3      |
| 6      | Ucraina       | 0   | 1       | 1      | 2      |
| 7      | Brasile       | 0   | 1       | 0      | 1      |
| 7      | Italia        | 0   | 1       | 0      | 1      |
| 9      | Corea del Sud | 0   | 0       | 1      | 1      |
| 9      | Portogallo    | 0   | 0       | 1      | 1      |
| 9      | Stati Uniti   | 0   | 0       | 1      | 1      |
| 9      | Uzbekistan    | 0   | 0       | 1      | 1      |
| Totale | Totale        | 9   | 9       | 9      | 27     |

## Podi

### Gare maschili
| Evento               | Oro                  | Punteggio | Argento             | Punteggio | Bronzo                 | Punteggio |
| Ginnastica artistica |                      |           |                     |           |                        |           |
| Concorso individuale | Giarnni Regini-Moran | 84,725    | Nikita Nagornyj     | 83,050    | Alec Yoder             | 82,800    |
| Corpo libero         | Giarnni Regini-Moran | 14,766    | Kenya Yuasa         | 14,133    | Lim Myong-woo          | 13,766    |
| Cavallo con maniglie | Nikita Nagornyj      | 13,966    | Vladyslav Hryko     | 13,933    | Timur Kadirov          | 13,800    |
| Anelli               | Nikita Nagornyj      | 14,000    | Ma Yue              | 13,866    | Vladyslav Hryko        | 13,533    |
| Volteggio            | Giarnni Regini-Moran | 14,695    | Ma Yue              | 14,416    | Nikita Nagornyj        | 14,383    |
| Parallele            | Nikita Nagornyj      | 14,033    | Botond Kardos       | 14,016    | Giarnni Regini-Moran   | 14,000    |
| Sbarra               | Kenya Yuasa          | 13,700    | Luka Van Den Keybus | 13,666    | Giarnni Regini-Moran   | 13,633    |
| Trampolino elastico  |                      |           |                     |           |                        |           |
| Trampolino           | Dylan Schmidt        | 57,340    | Liu Changxin        | 56,935    | Pedro Ribeiro Ferreira | 56,040    |

### Gare femminili
| Evento                 | Oro                                                                                | Punteggio | Argento                                                                                          | Punteggio | Bronzo                                                                                             | Punteggio |
| Ginnastica artistica   |                                                                                    |           |                                                                                                  |           | |           |
| Concorso individuale   | Seda Tutchaljan                                                                    | 54,900    | Flávia Saraiva                                                                                   | 54,700    | Elissa Downie                                                                                      | 54,150    |
| Volteggio              | Wang Yan                                                                           | 14,783    | Elissa Downie                                                                                    | 14,566    | Sae Miyakawa                                                                                       | 14,566    |
| Parallele asimmetriche | Seda Tutchaljan                                                                    | 13,575    | Iosra Abdelaziz                                                                                  | 13,366    | Wang Yan                                                                                           | 13,066    |
| Trave                  | Wang Yan                                                                           | 14,633    | Flávia Saraiva                                                                                   | 14,000    | Elissa Downie                                                                                      | 13,500    |
| Corpo libero           | Flávia Saraiva                                                                     | 13,766    | Seda Tutchaljan                                                                                  | 13,733    | Elissa Downie                                                                                      | 13,466    |
| Ginnastica ritmica     |                                                                                    |           |                                                                                                  |           | |           |
| Individuale            | Irina Annenkova                                                                    | 58,575    | Mariya Trubach                                                                                   | 56,950    | Laura Zeng                                                                                         | 56,750    |
| A squadre              | Russia Daria Anenkova Daria Dubova Victoria Ilina Natalia Safonova Sofya Skomorokh | 29,550    | Bulgaria Elena Bineva Aleksandra Mitrovich Emiliya Radicheva Sofiya Rangelova Gabriela Stefanova | 27,050    | Kazakistan Viktoriya Guslyakova Amina Kozhakhat Nuray Kumarova Darya Medvedeva Aliya Moldakhmetova | 25,050    |
| Trampolino elastico    |                                                                                    |           |                                                                                                  |           | |           |
| Trampolino             | Zhu Xueying                                                                        | 55,425    | Rana Nakano                                                                                      | 52,370    | Marija Zacharčuk                                                                                   | 52,360    |